# Франкенталь (Пфальц)
Франкенталь (нем. Frankenthal) — город в Германии, город земельного подчинения, расположен в земле Рейнланд-Пфальц.
С 1755 по 1800 год в городе действовала одноимённая фарфоровая мануфактура.

## География
Город земельного подчинения. Население составляет 46 793 человека (на 31 декабря 2010 года). Занимает площадь 43,78 км². Официальный код — 07 3 11 000.

## Города-побратимы
- Коломб (фр. Colombes), Франция
- Штраусберг (нем. Strausberg), Германия
- Сопот (пол. Sopot), Польша

## Известные уроженцы
- Кнаб, Вернер (1908—1945) — немецкий юрист, оберштурмбаннфюрер СС.
- Маурер, Конрад фон (1823—1902) — немецкий историк германского права.
- Перрон, Карл (1858—1928) — немецкий оперный певец.
- Рупперт, Фридрих Вильгельм (1905—1946) — оберштурмфюрер СС, заместитель коменданта концлагеря Дахау.
- Фанк, Арнольд (1889—1974) — режиссёр, оператор и монтажёр, основатель жанра горного фильма и его наиболее крупный представитель.

## Фотографии
- Музей
- Церковь